# Baum (Sperranlage)

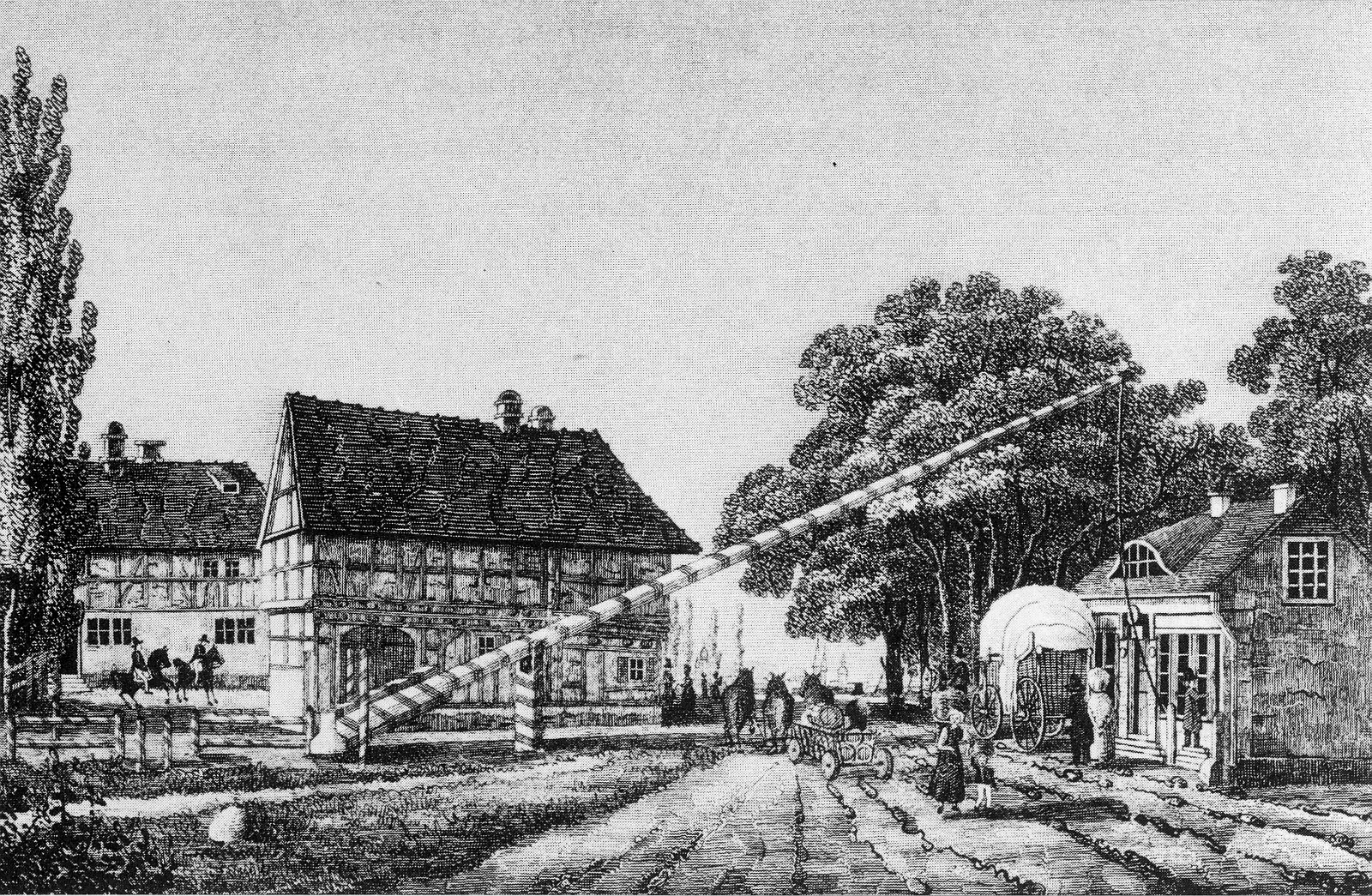
(Schlag-)Baum an der Braunschweiger Landwehr

Als Baum wurden bis ins 19. Jahrhundert zahlreiche, in der Regel aus Baumstämmen gefertigte, feste oder bewegliche Barrieren an Landstraßen oder Wasserwegen bezeichnet. Sie standen oft im Zusammenhang mit Stadtbefestigungen (Mauern, Wällen) oder Landwehren und dienten sowohl der Kontrolle des Personen- und Warenverkehrs als auch der Erhebung von Zöllen und anderen Abgaben (Akzise, Chausseegeld usw.) 
An Landstraßen waren diese „Bäume“ in der Regel bewegliche Schlagbäume, vergleichbar mit heutigen Bahnschranken. An Wasserwegen wie Flüssen oder Kanälen bestanden sie zumeist aus einer Kombination aus festen und beweglichen Teilen: Fest in den Grund gerammte Pfähle versperrten das jeweilige Gewässer bis auf einen schmalen Durchlass, der mit Hilfe von beweglichen (oft schwimmenden) Stämmen je nach Bedarf verschlossen oder geöffnet werden konnte. 
Vielerorts haben sich diese Bäume bis heute in Namen von Straßen, Brücken, Stadtteilen oder anderen Ortsbezeichnungen niedergeschlagen. 

## Berlin

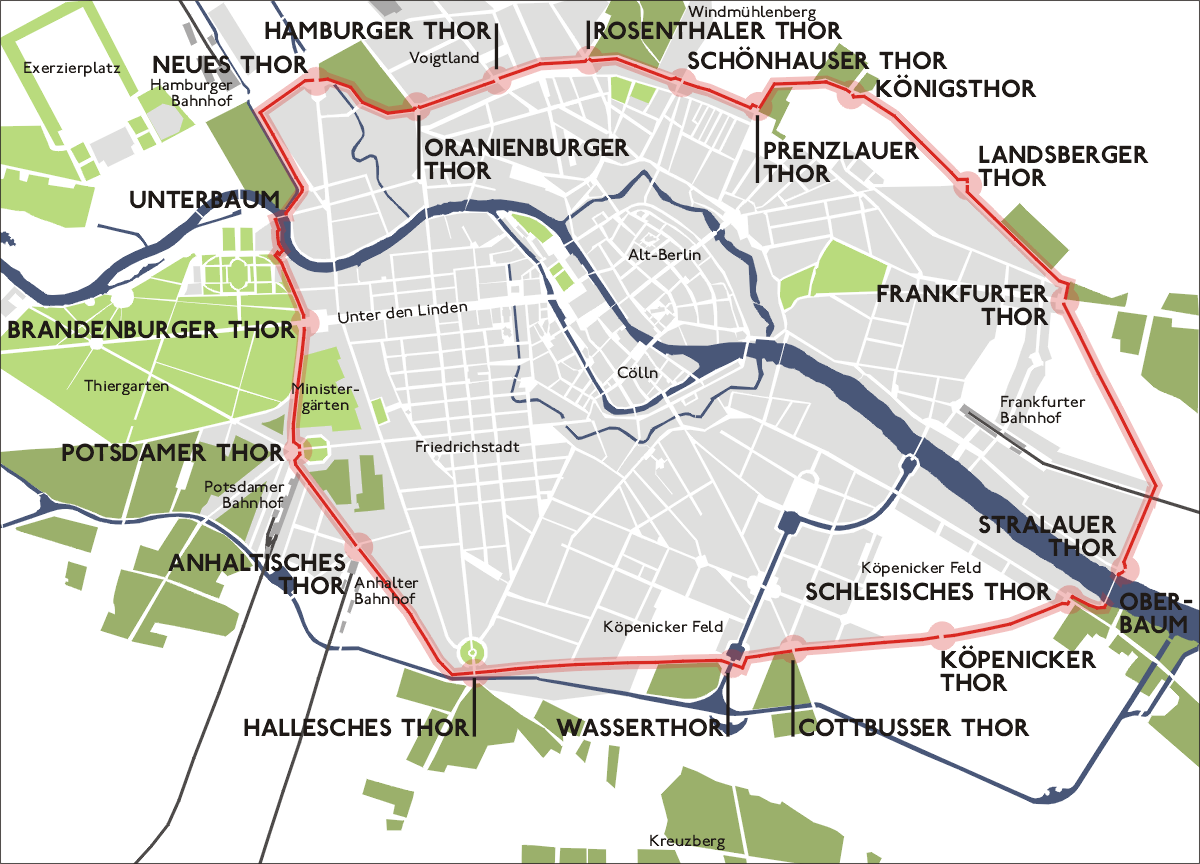
Die Berliner Zoll- und Akzisemauer um 1855

In Berlin wurden die in der zweiten Hälfte des 13. Jahrhunderts im Zuge der Stadtbefestigung im Bereich der Spree angelegten Pfahlbauwerke mit einem schmalen Schiffsdurchlass als „Baum“ bezeichnet. Um zu verhindern, dass Schiffe ohne Entrichtung des Zollbetrages passieren konnten, wurde der Durchlass nachts durch einen schwimmenden mit Eisennägeln besetzten Balken (den Baum) geschlossen. Die fachgerechte Handhabung des Schwimmbaums erfolgte durch den sogenannten Baumschließer. An der Stelle, an der die Spree in die Stadt hineinfloss, nannte man die Schiffsperre Oberbaum und dort, wo der Fluss die Stadt wieder verließ, Unterbaum.

### Oberbaum
Der erste Oberbaum entstand an der Stelle, an der die Stadtmauer die Spree erreichte, und verband die Berliner Seite mit Neu-Cölln. Nach dem Ausbau der Stadt zur Festung verband der Oberbaum die Bastion VIII (Stralauer Bollwerk) in Berlin mit der Bastion VII (Köpenicker Bastion) in Neu-Cölln. Neben dem Oberbaum wurde 1703 als Übergang eine hölzerne Jochbrücke mit beweglichem Schiffsdurchlass errichtet, die sogenannte Blocksbrücke (später Waisenbrücke). Mit der Ausdehnung der Stadt und dem Bau der Akzisemauer wurde der Oberbaum 1724 flussaufwärts an die Stelle der neu errichteten hölzernen Jochbrücke (der heutigen Oberbaumbrücke) verlegt.
Nach dem Oberbaum sind in Friedrichshain heute die Oberbaumbrücke, die Straße Am Oberbaum und die Oberbaum City benannt.

### Unterbaum
Der erste Unterbaum befand sich ungefähr an der Stelle der heutigen Friedrichsbrücke. Nach dem Ausbau der Stadt zur Festung verband der Unterbaum die Bastion XII (Spandauer Bastion) in Berlin mit der Bastion XIII (Lustgarten-Bollwerk) in Cölln. Auch hier entstand 1703 eine hölzerne Brücke mit beweglichem Schiffsdurchlass als Übergang, die Große Pomeranzenbrücke. Der Unterbaum wurde mit dem Bau der Akzisemauer flussabwärts an den Schönhauser Graben an die dort seit 1709 existierende Tiergartenbrücke verlegt, ungefähr dort, wo sich heute die an Stelle früheren Unterbaumbrücke entstandene Kronprinzenbrücke befindet. An den Unterbaum erinnert heute noch die Unterbaumstraße.
Mit dem Wegfall der Akzisemauer Mitte des 19. Jahrhunderts entfielen auch der Ober- und der Unterbaum.

## Hamburg

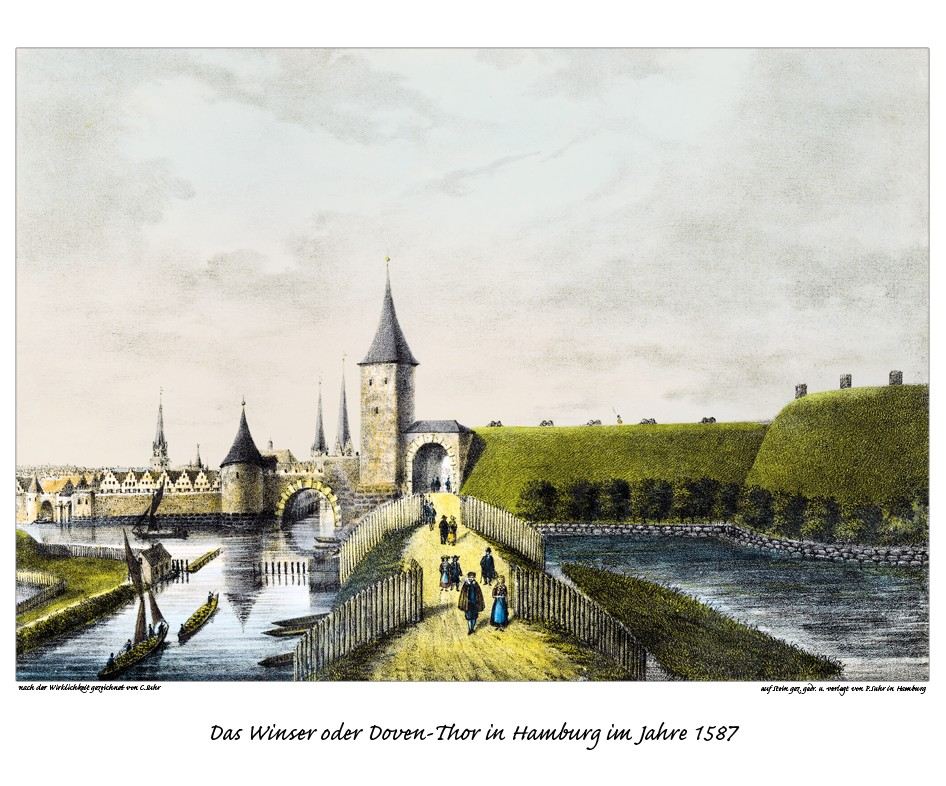
Schwimmende Barriere am Winsertor in Hamburg um 1600

In Hamburg gab es sowohl „nasse“ Bäume in Alster und Elbe als auch „trockene“ Bäume an den Ausfallstraßen. Der Alsterbaum schützte die Einfahrt vom Oberlauf der Alster in die Stadt und befand sich zunächst vor dem Alstertor im Gebiet der heutigen Binnenalster, ab dem 17. Jahrhundert dann vor der Lombardsbrücke zwischen den Schanzen Rolandus und Ferdinandus. Auf der Elbe gab es einen Niederbaum beim Baumwall und einen Oberbaum (zuvor Winserbaum) im Bereich des Oberhafens, die beide den Einfahrt in den Binnenhafen bzw. den heutigen Zollkanal sicherten, und deren ungefähre Lage sich in den Namen der Niederbaumbrücke und Oberbaumbrücke erhalten hat.
An den Landstraßen gab mehrere (Schlag-)Bäume, die sich in der Regel ein Stück außerhalb der Tore befanden, u. a. an der Landwehr im östlichen Vorfeld der Stadt. Die Straßennamen Eppendorfer Baum und Hammer Baum sowie der Stadtteilname Rotherbaum gehen auf solche Kontrollpunkte zurück. Einen Lübschen Baum gab es vor dem Lübecker Tor an der Landstraße nach Lübeck, an die dort einst vorhandene Warte erinnert der Straßenname Wartenau.

## Lübeck
Auch im Verlauf des Lübecker Landgrabens, der das frühere Landgebiet der Hansestadt außerhalb der umwallten Stadt schützte, gab es mehrere Bäume, von denen sich der Grönauer Baum, der Krummesser Baum und der Moislinger Baum als Orts- bzw. Straßennamen bis heute erhalten haben. 